# Gouville
Gouville är en kommun i departementet Eure i regionen Normandie i norra Frankrike. Kommunen ligger i kantonen Damville som tillhör arrondissementet Évreux. År 2015 hade Gouville 512 invånare.

## Befolkningsutveckling
Antalet invånare i kommunen Gouville
Referens:INSEE